# Ligne 2 du tramway de Bâle
La ligne 2 du tramway de Bâle est une des treize lignes du tramway de Bâle.

## Histoire
La seconde ligne du tramway de Bâle a ouvert en 1897 et passe de la gare centrale via le pont Wettstein à l'ancienne gare allemande.  En 1966, la ligne de tramway passe par Spalentor-Johanniterbrücke, et la ligne 2 est maintenant inversée par rapport à la gare (sur la place centrale de la gare) sur le pont Wettstein et jusqu'à l'Eglisee via la gare allemande. En 1986, la ligne reprend le trajet de la ligne 7 existant entre la gare principale à Binningen. Comme le matériel roulant étaient, à côté de l'ancien stock de roulement avec des portes coulissantes et debout plate-forme, les trois soi-disant «Tessinerdrämmli» utilisé avec les numéros d'immatriculation 251, 252 et 253. Ceux-ci étaient relativement petites d'une pièce wagons qui pouvait tracter une remorque. La voiture 252 s'est écrasée dans la courbe de la gare allemande dans le Schönaustrasse par un virage trop rapide et est tombé sur le côté droit.

## Les arrêts de la ligne 2 du tramway
La ligne compte 16 stations allant de Kronenplatz à Binningen jusqu'au quartier Eglisee à Bâle. Elle est aussi composée de 6 stations intermédiaires allant d'Eglisee à la station Riehen Dorf située à Riehen.

Plan de la ligne.

|  |   |  | Station                 | Lat/Long                    | Commune   | Correspondances                                                  |
|  | - |  | ----------------------- | --------------------------- | --------- | ---------------------------------------------------------------- |
|  | ■ |  | Binningen Kronenplatz   | 47° 32′ 17″ N, 7° 34′ 18″ E | Binningen | 34, 61                                                           |
|  | • |  | Hohle Gasse             | 47° 32′ 30″ N, 7° 34′ 27″ E | Binningen | 34                                                               |
|  | • |  | Zoo Dorenbach           | 47° 32′ 39″ N, 7° 34′ 34″ E | Bâle      | 34, 36                                                           |
|  | • |  | Margarethen             | 47° 32′ 39″ N, 7° 34′ 54″ E | Bâle      | 36                                                               |
|  | • |  | IWB                     | 47° 32′ 47″ N, 7° 35′ 02″ E | Bâle      | E11 16                                                           |
|  | • |  | Markthalle              | 47° 32′ 56″ N, 7° 35′ 09″ E | Bâle      | 1 8 E11 16                                                       |
|  | • |  | Bahnhof SBB             | 47° 32′ 54″ N, 7° 35′ 25″ E | Bâle      | 1 8 10 11 30, 48/50 Gare de Bâle CFF, Gare de Bâle SNCF S1 S3 S6 |
|  | • |  | Kirschgarten            | 47° 33′ 06″ N, 7° 35′ 28″ E | Bâle      | 1                                                                |
|  | • |  | Bankverein              | 47° 33′ 13″ N, 7° 35′ 31″ E | Bâle      | 1 3 8 10 11 E11 14 15                                            |
|  | • |  | Kunstmuseum             | 47° 33′ 16″ N, 7° 35′ 39″ E | Bâle      | 1 15                                                             |
|  | • |  | Wettsteinplatz          | 47° 33′ 33″ N, 7° 35′ 54″ E | Bâle      | 1 15 31/38, 34                                                   |
|  | • |  | Messeplatz              | 47° 33′ 49″ N, 7° 35′ 58″ E | Bâle      | 1 6 14 15 21                                                     |
|  | • |  | Gewerbeschule           | 47° 33′ 53″ N, 7° 36′ 12″ E | Bâle      | 1 6 21                                                           |
|  | • |  | Badischer Bahnhof       | 47° 33′ 59″ N, 7° 36′ 27″ E | Bâle      | 1 6 21 30, 36, 55 Gare badoise S6                                |
|  | • |  | Hirsbrunnen-Claraspital | 47° 34′ 03″ N, 7° 36′ 42″ E | Bâle      | 6                                                                |
|  | ■ |  | Eglisee                 | 47° 34′ 12″ N, 7° 36′ 58″ E | Bâle      | 6                                                                |
|  | • |  | Habermatten             | 47° 34′ 23″ N, 7° 37′ 46″ E | Riehen    | 6 31, 34, 35/45                                                  |
|  | • |  | Niederholzboden         | 47° 34′ 33″ N, 7° 38′ 06″ E | Riehen    | 6                                                                |
|  | • |  | Burgstrasse             | 47° 34′ 40″ N, 7° 38′ 20″ E | Riehen    | 6                                                                |
|  | • |  | Pfaffenloh              | 47° 34′ 44″ N, 7° 38′ 27″ E | Riehen    | 6                                                                |
|  | • |  | Bettingerstrasse        | 47° 34′ 57″ N, 7° 38′ 48″ E | Riehen    | 6 32                                                             |
|  | ■ |  | Riehen Dorf             | 47° 35′ 04″ N, 7° 38′ 58″ E | Riehen    | 6 32, 7301                                                       |